# Руссо-Балт тип Т
Руссо-Балт тип Т — зенитный бронеавтомобиль Вооружённых сил Российской империи. Является первым серийным бронеавтомобилем такого класса, принятым на вооружение войск Российской империи. Разработан в 1914—1915 годах на базе шасси грузового автомобиля Руссо-Балт Т. Имел частичное бронирование кузова и кабины; вооружение составляла 76-мм зенитная пушка образца 1914/15 годов, также известная, как 3-дм зенитная пушка Лендера. В 1915 году в рамках небольшой серии было собрано 4 бронеавтомобиля данного типа.
Помимо бронеавтомобилей, было также построено четыре автомобиля—«зарядных ящика», предназначенных для подвоза боеприпасов и топлива к зенитным бронеавтомобилям в боевых условиях. Конструктивно автомобили—«зарядные ящики» были подобны бронеавтомобилям, однако использовали грузовую базу автомобиля Руссо-Балт М.

## Служба и боевое применение
Зенитные бронеавтомобили «Руссо-Балт тип Т» и автомобили—«зарядные ящики» активно использовались частями Русской Императорской армии в ходе Первой мировой войны.
После недолгих испытаний 20 марта 1915 года 1-й ОБСВФ под командованием Тарнавского отбыл на фронт. Подразделение находилось на фронте до февраля 1917 года.  30 мая 1915 года под Пултуском был сбит немецкий самолет, а 12 июня 1916 года, во время налёта 10 немецких аэропланов на позиции 5-й армии, батарея подбила три из них.